# Mon fils a disparu
Pour plus de détails, voir Fiche technique et Distribution.
Mon fils a disparu (Taken from Me: The Tiffany Rubin Story) est un téléfilm dramatique américain réalisé par Gary Harvey, diffusé le 31 janvier 2011 sur Lifetime.
Basé sur une histoire vraie ayant eu lieu en 2008, une mère tente de retrouver son fils enlevé et amené en Corée du Sud par son ex-compagnon, le père biologique.

## Synopsis
À New York vit paisiblement Tiffany Rubin avec son fils Kobe, son compagnon Chris et sa mère Belzora. Le jour où son ex-compagnon, le père biologique de Kobe, ayant obtenu le droit de visite, vient chercher son fils pour une semaine à Disney World en Floride. Au fil du jour sans nouvelles, elle décide de les rechercher jusqu'à ce qu'elle apprenne que son ex-compagnon a amené son fils en Corée du Sud…

## Fiche technique
- Titre original : Taken From Me: The Tiffany Rubin Story
- Titre français : Mon fils a disparu
- Réalisation : Gary Harvey
- Scénario : Michael Bortman
- Décors : Linda Del Rosario et Richard Paris
- Costumes : Heather Douglas
- Photographie : Mathias Herndl
- Montage : Richard Schwadel
- Musique : James Gelfand
- Production : Harvey Kahn
- Société de production : Front Street Pictures
- Société de distribution : Lifetime Television
- Pays d'origine :  États-Unis
- Langue originale : anglais
- Format : couleur - 1.78 : 1
- Genre : drame
- Durée : 87 minutes
- Dates de diffusion :
  - États-Unis : 31 janvier 2011 sur Lifetime
  - France : juillet 2012 sur Orange (VOD)

## Distribution
- Taraji P. Henson (VF : Géraldine Asselin ; VQ : Camille Cyr-Desmarais) : Tiffany Rubin[3]
- Terry O'Quinn (VF : Michel Leroyer ; VQ : Jean-Luc Montminy) : Mark
- David Haydn-Jones (VF : Mathias Kozlowski ; VQ : Patrice Dubois) : Chris
- Beverly Todd (VF : Cathy Cerda ; VQ : Sophie Faucher) : Belzora
- Sean Baek (VF : Nessym Guetat ; VQ : Jean-François Beaupré) : Jeff
- Drew Davis (VQ : Vassili Schneider) : Kobe
- Lucia Walters (VF : Vanina Pradier) : Sophia / Renita
- Anthony Shim (VF : Fabrice Fara ; VQ : Martin Watier) : Simon
- Crystal Lowe : Natalie

Source et légende : Version québécoise (VQ) sur Doublage Québec.

## Production
Les scènes du téléfilm ont été tournées en août 2010 à Vancouver en Colombie-Britannique au Canada.

## Distinctions

### Récompenses
- NAACP Image Awards : Taraji P. Henson, meilleure actrice dans un téléfilm ou une mini-série (Outstanding Actress in a Television Movie, Miniseries, or Dramatic Special)
- BET Awards : Taraji P. Henson, meilleure actrice (Best Actress)
- Black Reel Awards : Taraji P. Henson, performance exceptionnelle de télévision ou mini-série (Outstanding Television or Miniseries Performance: Female)

### Nominations
- Primetime Emmy Awards : Taraji P. Henson, meilleure actrice dans une mini-série ou un téléfilm
- Satellite Awards : Taraji P. Henson, meilleure actrice dans une mini-série ou un téléfilm
- Black Reel Awards : Harvey Kahn, film exceptionnel de téléfilm ou mini-série (Outstanding Television or Miniseries Film)
- Directors Guild of Canada : Gary Harvey, meilleur réalisateur de téléfilm ou mini-série (Direction - Television Movie/Miniseries)
- Directors Guild of Canada : Richard Scwadel, meilleur monteur de téléfilm ou mini-série (Picture Editing - Television Movie/Miniseries)